# 関川駅
関川駅（せきがわえき）は、愛媛県四国中央市土居町北野にある四国旅客鉄道（JR四国）予讃線の駅である。駅番号はY27。標高63 m。

## 歴史
- 1961年（昭和36年）4月15日：開業[3]。
- 1968年（昭和43年）10月1日：駅員無配置駅となる[5]。
- 1987年（昭和62年）4月1日：国鉄分割民営化により、四国旅客鉄道の駅となる[3]。

## 駅構造
単式ホーム1面1線と通過列車用の一線スルーの本線（制限速度100km/h）を有する地上駅。ホームがある線は副本線となっている（予讃線では大浦駅も同様の構造となっている）。当駅は開設当初から無人駅であり、駅舎はない。なお、ホーム上に待合室がある。

## 駅周辺
山沿いにあり、田園風景が広がる。駅名の由来となった関川は駅からやや南方を流れており、その川を渡ると国道11号に至る。
- MKNエンジニアリング
- デン・ジャパン - 冷凍食肉加工業
- 四国中央市立北野保育園
- 天満神社
- 愛媛県道138号新居浜土居線

## 隣の駅
四国旅客鉄道（JR四国）
■予讃線
伊予土居駅 (Y26) - 関川駅 (Y27) - 多喜浜駅 (Y28)